# タッデオ・ツッカリ

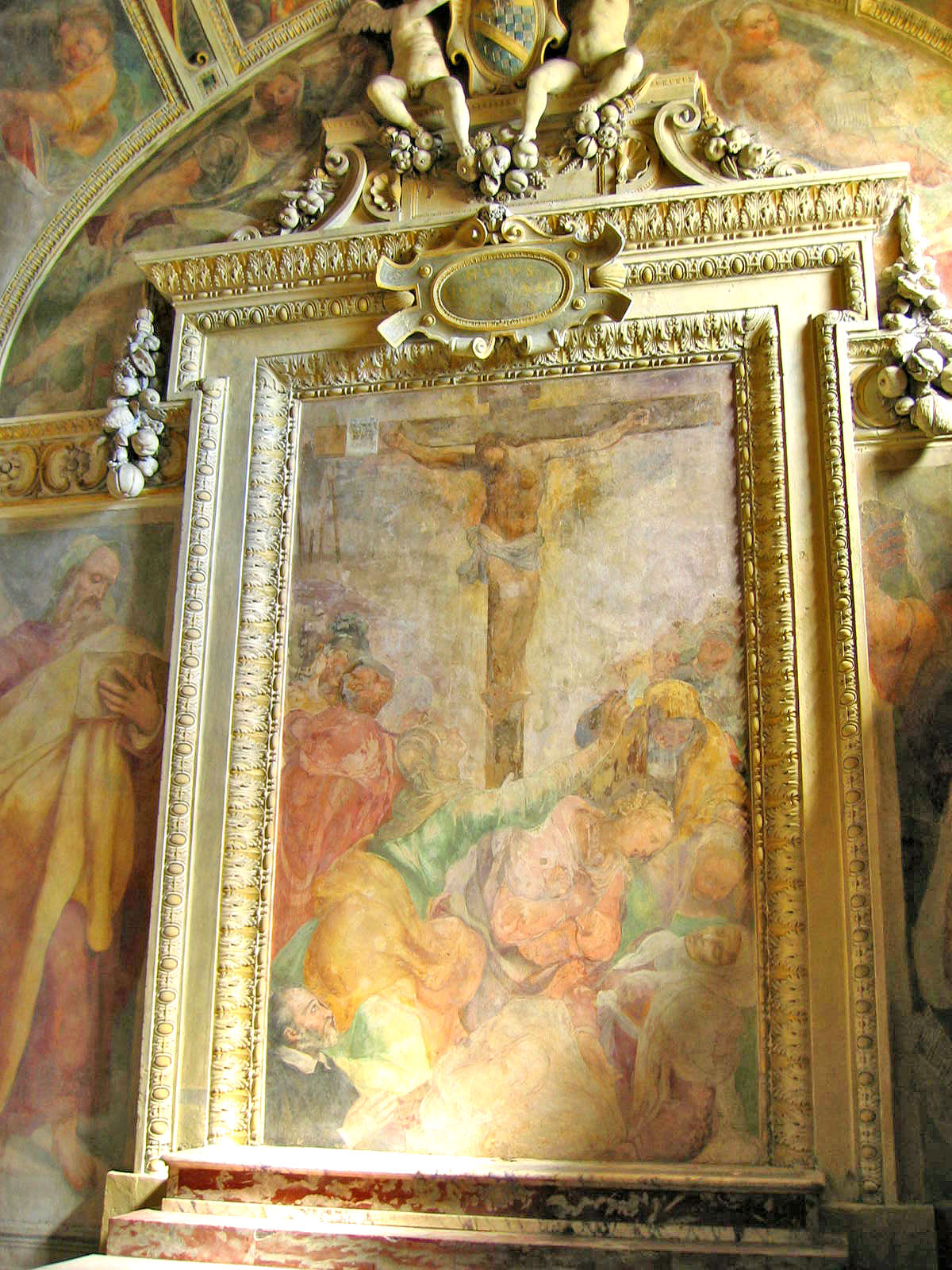
『キリスト磔刑』ローマ、サンタ・マリア・デッラ・コンソラツィオーネ教会、マッティ礼拝堂（1556年）

タッデオ・ツッカリ（タッデーオ・ズッカリ、Taddeo Zuccari, またはタッデーオ・ズッカロ、Taddeo Zuccaro, 1529年9月1日 - 1566年9月2日）は、イタリアの画家。ローマのマニエリスム派の人気画家の1人。

## 生涯
ツッカリは無名の画家オッタヴィアーノ・ツッカリの子として、ウルビーノ近郊のサンタンジェロ・イン・ヴァードに生まれた。弟フェデリコ・ツッカリも画家・建築家だった。
14歳になった時にはツッカリはローマに移っていて、早い時期に絵を覚え、パトロンも見付け、成功した。17歳の時には、コレッジョの弟子であったダニエーレ・ダ・パルマから、ソーラ近郊でアブルッツィとの境界に位置するヴィット礼拝堂の連作フレスコ画の助手の仕事を頼まれた。1548年にローマに戻ったツッカリはフレスコ画家としての仕事を始め、ヤコポ・マッティというリローマ人富豪の宮殿正面に、マルクス・フリウス・カミルスの生涯を描いたモノクロームの連作フレスコ画を制作した。それでツッカリの成功は確かなものになり、ローマ教皇ユリウス3世、ローマ教皇パウルス4世、ウルビーノ公爵デッラ・ローヴェレ、他の富裕なパトロンに雇われた。ヴィラ・ジュリア（現在は国立博物館になっている）の装飾も、プロスペロー・フォンターナと一緒にやったと文献には書かれてある。1556年には、サンタ・マリア・デッラ・コンソラツィオーネ教会（Santa Maria della Consolazione）のマッティ礼拝堂に受難の場面のフレスコ画を制作した。

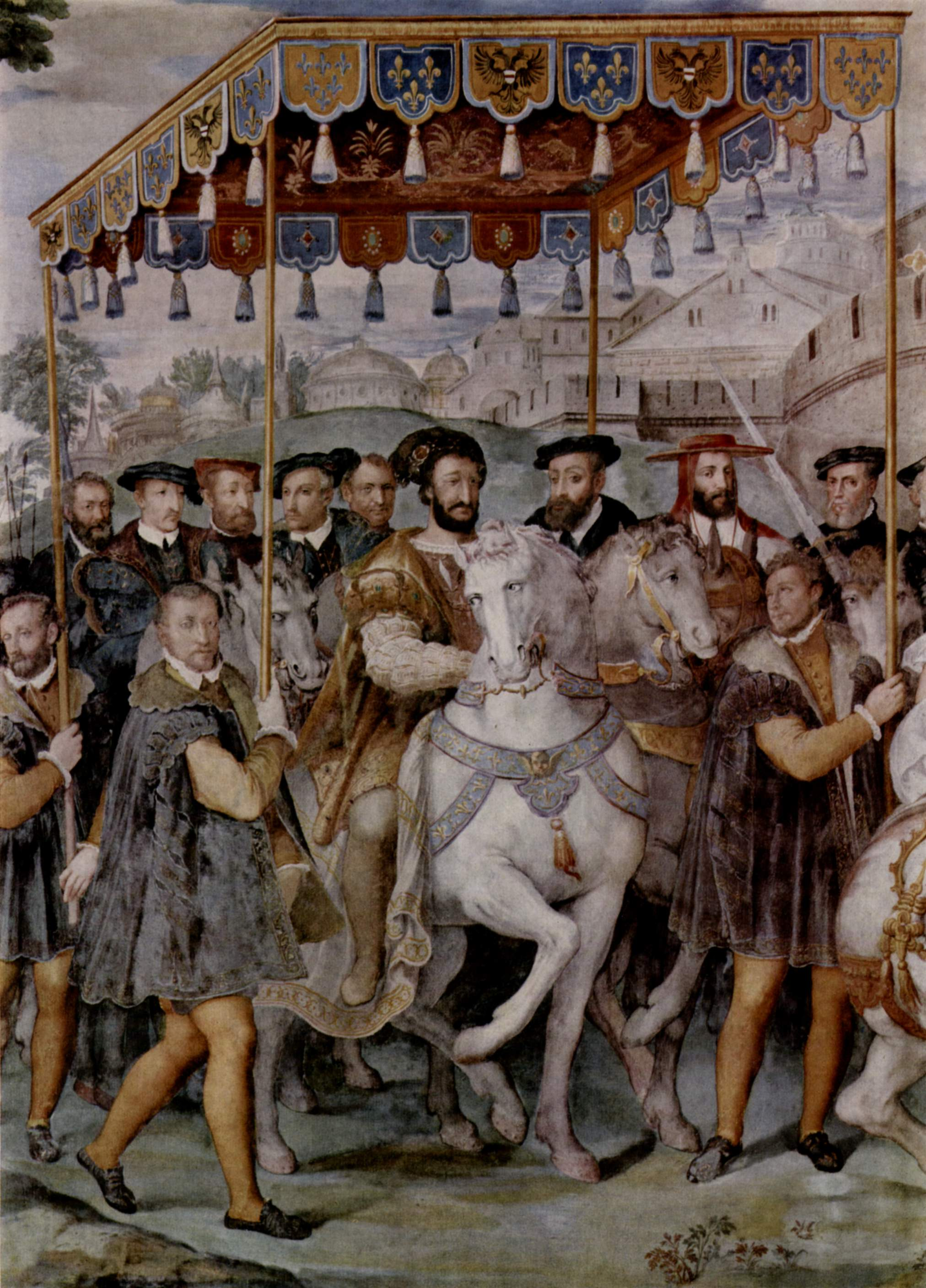
『カール5世、フランソワ1世、アレッサンドロ・ファルネーゼのパリ入城』ヴィラ・ファルネーゼ（1559年）

ツッカリの最良のフレスコ画は、アレッサンドロ・ファルネーゼ枢機卿のために建てられたカプラローラのパラッツォ・ファルネーゼの壁・天井の歴史的連作画である。ツッカリはそこにジュリオ・ロマーノやラファエロの弟子たちのスタイルに基づいて、贅沢な化粧漆喰レリーフの装飾を多数デザインした。さらにツッカリはブラッチャーノのカステッロ・オルシーニにアレクサンドロス3世（アレキサンダー大王）の生涯の絵を描いた。
ツッカリの作品はほとんどがフレスコ画で、規模は大きく、彩色はキアロスクーロかモノクロームだった。仕事は迅速で、作風は確実にマニエリスムだった。
フレスコ画ほど知られてはいないがイーゼル画もある。昔はジェームズ2世のコレクションで、現在はハンプトン・コート宮殿にある、「羊飼いたちの崇拝」の赤褐色の小さな絵がそうである。カプラローラのフレスコ画は　G. G. Prennerによって版画化され、『Illustri Fatti Farnesiani Coloriti nel Real Palazzo di Caprarola』として出版された（ローマ、1748年 - 1750年）。
ローマのサン・マルチェロ・アル・コルソ教会（San Marcello al Corso）には、ツッカリは『聖パウロの改宗』を描いた。
ツッカリは1566年にローマで亡くなって、パンテオンのラファエロの墓に近いところに埋められた。